# Таскудук (Сиримський район)
Таскуду́к (каз. Тасқұдық) — село у складі Сиримського району Західноказахстанської області Казахстану. Адміністративний центр Єлтайського сільського округу.
Населення — 314 осіб (2021; 517 у 2009, 804 у 1999, 1087 у 1989).